# Bob Odenkirk
Bob Odenkirk   (Berwyn, 22 d'octubre de 1962) és un actor, humorista, escriptor, director i productor estatunidenc. És conegut principalment per la seva interpretació de l'advocat Saul Goodman a les sèries de televisió Breaking Bad i Better Call Saul, d'AMC, i per la sèrie d'esquetxos Mr. Show with Bob and David, d'HBO.
Els anys vuitanta i noranta, Odenkirk va treballar de guionista per als programes de televisió Saturday Night Live i The Ben Stiller Show, i va guanyar dos premis Emmy per la seva feina. També va escriure per a Late Night with Conan O'Brien i Get a Life, i va actuar a The Larry Sanders Show. A principis dels 2000, Odenkirk descobrí el duet còmic Tim & Eric i els produí les sèries de televisió Tom Goes to the Mayor i Tim and Eric Awesome Show, Great Job! Va dirigir tres pel·lícules: Melvin Goes to Dinner (2003), Let's Go to Prison (2006) i The Brothers Solomon (2007). També va ser productor executiu del programa d'humor The Birthday Boys.
L'èxit de Breaking Bad i Better Call Saul el va fer participar en projectes de més volada, com el film Nebraska d'Alexander Payne, Fargo, Els arxius del Pentàgon, Els increïbles 2, Little Women i Nobody.